# Kyyhkysensaari (ö i Mellersta Finland)
Kyyhkysensaari är en ö i Finland. Den ligger i sjön Vasarainen och i kommunen Jyväskylä i den ekonomiska regionen  Jyväskylä ekonomiska region  och landskapet Mellersta Finland, i den centrala delen av landet, 240 km norr om huvudstaden Helsingfors. Öns area är 1,3 hektar och dess största längd är 210 meter i nord-sydlig riktning.